# Escudo de Campoo de Enmedio
El escudo de Campoo de Enmedio es uno de los símbolos del ayuntamiento de Campoo de Enmedio (Cantabria), junto a su bandera. Dicho escudo queda organizado de la manera siguiente: escudo cortado; 1º partido: a) de gules, cinco columnas de oro, b) de azul, una iglesia de plata; 2º de verde, dieciséis estrellas de plata dispuestas 6, 4, 4, 2. Se timbra con la corona real de España.
El escudo fue adoptado en sesión plenaria celebrada por el ayuntamiento el día 28 de abril de 2017 siendo autorizado por el Consejo de Gobierno de Cantabria el día 20 de julio de 2017, previo informe favorable emitido por la Real Academia de la Historia con fecha 14 de marzo de 2017.